# Kim Hyun-ki
Kim Hyun-ki (* 9. Februar 1983 in Gangneung, Südkorea) ist ein ehemaliger südkoreanischer Skispringer. Er sprang für den Skiclub High 1, für den alle südkoreanischen Profiskispringer tätig sind. Er wohnt in Gangwon-do.

## Werdegang
Kim startete regelmäßig im Weltcup. Erstmals gelang ihm die Qualifikation für einen Weltcupwettbewerb in der Saison 1999/2000. Weltcuppunkte erreichte er bis jetzt vier Mal, wobei der 21. Platz von Sapporo 2006 sein bestes Einzelergebnis ist. Mit der südkoreanischen Mannschaft gelang ihm einmal ein achter Platz im Jahre 2002, ebenfalls in Sapporo.
Kim Hyun-ki nahm bereits als 16-Jähriger an den Nordischen Skiweltmeisterschaften 1999 in Ramsau teil. Seine beste WM-Platzierung stammt von den Nordischen Skiweltmeisterschaften 2005, als er 38. von der Großschanze wurde. Ebenfalls 2005 erreichte er mit der Mannschaft Rang 10 von der Normalschanze. Kims bestes WM-Ergebnis stammt allerdings von der Skiflug-Weltmeisterschaft 2006 vom Kulm, als er überraschend das Finale erreichte und schließlich 30. wurde.
Bei Olympischen Winterspielen war Kim Hyun-ki schon sechsmal im südkoreanischen Olympiaaufgebot, erstmals als gerade 15-Jähriger in Nagano 1998. Seitdem nahm er bis zu den Spielen 2018 in Pyeongchang ununterbrochen an jeden Winterspielen teil. Sowohl in Nagano als auch bei den folgenden Spielen 2002 in Salt Lake City, 2006 in Turin und 2010 in Vancouver verpasste Kim jedes Mal das Finale sowohl von der Normal- als auch von der Großschanze. 2014 in Sotschi verpasste er auf der Normalschanze erneut das Finale, auf der Großschanze scheiterte er schon in der Qualifikation. Bei den Spielen 2018 in seinem Heimatland schied er in beiden Einzelwettbewerben bereits in der Qualifikation aus. Seine besten Olympiaergebnisse in einem Einzelspringen sowie mit der Mannschaft erzielte er bei den Spielen von Salt Lake City 2002 (31. von der Großschanze und Achter im Teamspringen).
2009 siegte er bei der Universiade im chinesischen Harbin am Austragungsort Yabuli von der Normalschanze mit 99,5 m und 94,5 m vor Marcin Bachleda aus Polen und Bastian Kaltenböck aus Österreich. Von der Großschanze wurde er hinter David Unterberger und vor seinem Landsmann Choi Heung-chul Zweiter. Beim Teamwettbewerb gewann er die Goldmedaille zusammen mit Choi Heung-chul und Choi Yong-jik, vor Österreich und Deutschland. Bei Winter-Asienspielen konnte er 2003 in Aomori mit der koreanischen Mannschaft die Goldmedaille gewinnen. 2011 in Almaty und 2017 in Sapporo erreichte er im Mannschaftsspringen jeweils die Bronzemedaille.
Am 5. September 2009 gelang ihm beim Heimspringen von der Großschanze im Alpensia Jumping Park in Pyeongchang sein bisher einziger Continental-Cup-Sieg, nachdem er zwei Tage zuvor von der Normalschanze bereits den zweiten Platz belegt hatte.

## Persönliches
Kim arbeitet als Trainer und spricht außer Koreanisch auch noch Deutsch.

## Erfolge

### Continental-Cup-Siege im Einzel
| Nr. | Datum             | Ort         | Typ         |
| --- | ----------------- | ----------- | ----------- |
| 1.  | 5. September 2009 | Pyeongchang | Großschanze |

## Statistik

### Weltcup-Platzierungen
| Saison  | Platz | Punkte |
| ------- | ----- | ------ |
| 1999/00 | 76.   | 04     |
| 2004/05 | 85.   | 03     |
| 2005/06 | 65.   | 10     |
| 2009/10 | 82.   | 02     |

### Grand-Prix-Platzierungen
| Saison | Platz | Punkte |
| ------ | ----- | ------ |
| 1998   | 49.   | 04     |
| 2008   | 53.   | 34     |
| 2009   | 58.   | 17     |
| 2010   | 61.   | 14     |
| 2012   | 84.   | 01     |